# 哈灵顿 (华盛顿州)
哈灵顿（英文：Harrington），是美国华盛顿州林肯县下属的一座城市。根据 2000年美国人口普查，该市有人口426人。根据2010年美国人口普查，该市有人口424人。而2011年估计该市有420人。